# Ямадзаки, Наоко
Наоко Ямадзаки (яп. 山崎 直子 Ямадзаки Наоко, род. 27 декабря 1970, Мацудо) — японский авиаинженер и астронавт JAXA (Японское агентство аэрокосмических исследований).
Наоко Ямадзаки — вторая женщина-астронавт из Японии после Тиаки Мукаи.

## Ранние годы
В детстве жила в Саппоро. Окончила среднюю школу, затем университет. В 1993 году в Токийском университете получила степень бакалавра наук в области аэрокосмической техники, затем в 1996 году степень магистра наук в области аэрокосмической техники.

## Космический полёт
В феврале 1999 года Ямадзаки была отобрана в качестве кандидата в астронавты (тогда ещё под девичьей фамилией Сумино). К базовой подготовке приступила в апреле 1999 года. Сертификацию в качестве астронавта получила в сентябре 2001 года. В мае 2004 года завершила подготовку в качестве бортинженера космического корабля Союз-ТМА в Центре подготовки космонавтов имени Гагарина в Звёздном городке.
В июне 2004 года Ямадзаки прибыла в Космический центр имени Линдона Джонсона в Хьюстоне и занималась там по программе подготовки астронавтов.
С 5 апреля по 20 апреля 2010 года принимала участие в полёте Дискавери STS-131 в качестве специалиста полёта. Общая продолжительность полёта составила 15 суток 2 часа 47 минут и 10 секунд.
Статистика
| # | Стартовый корабль | Старт                 | Экспедиция | Корабль посадки   | Посадка               | Налёт                     | Выходы в открытый космос | Время в открытом космосе |
| - | ----------------- | --------------------- | ---------- | ----------------- | --------------------- | ------------------------- | ------------------------ | ------------------------ |
| 1 | Дискавери STS-131 | 05.04.2010, 10:21 UTC | STS-131    | Дискавери STS-131 | 20.04.2010, 13:08 UTC | 15 суток 02 часа 47 минут | 0                        | 0                        |
|   |                   |                       |            |                   |                       | 15 суток 02 часа 47 минут | 0                        | 0                        |

В августе 2011 года Ямадзаки уволилась из JAXA.

## Личная жизнь
У Наоко Ямадзаки две дочери: старшая родилась в августе 2002 года, младшая - в октябре 2011 года.
Увлечения: японская каллиграфия, дайвинг, теннис, джаз-танцы, катание на лыжах, полёты.